# Achelia adelpha
Achelia adelpha är en havsspindelart som beskrevs av Child, C.A. 1970. Achelia adelpha ingår i släktet Achelia och familjen Ammotheidae. Inga underarter finns listade i Catalogue of Life.